# 朴泰成
朴泰成（박태성，1955年－），朝鮮民主主義人民共和國政治家，现任朝鲜内阁总理、朝鮮勞動黨中央政治局常委。曾任職朝鮮勞動黨中央委員會副部長、組織指導部第一副部長、黨中央政治局委員及黨中央委員會副委員長等多項要職。據報導，他是最高領導人金正恩的親信。

## 生平
外間對於朴泰成事跡的記載不多。資料指他早期曾在勞動黨組織指導部擔當與軍事有關的工作。2011年12月，金正日離世，金正恩成為最高領導人。此後，朴泰成得到重用，他先在2012年被委任為黨中央委員會副部長，又成為組織指導部第一副部長。2014年3月，他在當屆的最高人民會議選舉當選為代議員。2017年10月，他在朝鲜劳动党第七届中央委员会第二次全体会议被選為、黨中央政治局委員及黨中央委員會副委員長。2018年4月，他被免去最高人民會議代議員一職。2019年4月，他接替崔泰福擔任最高人民會議議長。
2018年5月，曾率领朝鲜劳动党友好参观团访华，并获中共中央总书记习近平接见。
2021年1月，当选为朝鲜劳动党中央政治局委员、中央委员会书记。2021年2月后未公开露面。2022年1月1日，被补选为党中央委员会委员。2022年1月，被补选为党中央委员会委员。2022年6月，被补选为中央委员会政治局委员、党中央委员会书记。
2024年12月，在朝鲜劳动党第八届中央委员会第十一次扩大全会上补选为朝鲜劳动党中央政治局常委并被任命为朝鲜内阁总理。

## 資料來源
1. ↑  . nkinfo.unikorea.go.kr.   [2019-11-21]. （原始内容存档于2020-05-23） （韩语）.
2. 1 2  "朝代議員名單公佈 天安艦主謀再當選" （页面存档备份，存于） 《朝鮮日報》中文版 2014 3 12
3. 1 2  "北김정은 삼지연 수행 '黨부부장 5인' 新실세 주목" （页面存档备份，存于） 韓聯社 2013 12 11
4. ↑  "朝鲜劳动党第七届中央委员会第二次全体会议公报" 《朝鮮中央通訊社》 2017-10-08
5. ↑  "朝鲜举行第十三届最高人民会议第六次会议"《朝鮮中央通訊社》 2018-04-12
6. ↑  . 央视网.   [2020-06-06]. （原始内容存档于2020-09-21）.
7. ↑  . 朝鲜中央通讯. 2024-12-29.